# Eksplikacja
Eksplikacja (ang. explication) – pojęcie wprowadzone przez Rudolfa Carnapa, oznaczające konstrukcję pojęcia P2 mającego ten sam zakres, co pojęcie P1, będącego jednak bardziej precyzyjnym. Pojęcie uściślane (P1) to explicandum, pojęcie uściślające (P2) to explicatum. Jednym z przykładów eksplikacji podanych przez Carnapa jest pojęcie L-prawdy, stanowiące explicatum pojęcia analityczności. 
Pojęcie eksplikacji zbliżone jest do pojęcia definicji regulującej. Definicja regulująca służy jednak przede wszystkim precyzyjnemu określeniu zakresu pojęcia, podczas gdy eksplikacja jest modyfikacją sensu pojęcia.